# Spix-Nachtaffe
Der Spix-Nachtaffe (Aotus vociferans) ist eine Primatenart aus der Gruppe der Nachtaffen (Aotidae). Er wird innerhalb dieser Familie zur nördlichen Gruppe gerechnet, die die nördlich des Amazonas lebenden Tiere zusammenfasst. 

## Merkmale
Spix-Nachtaffen sind wie alle Nachtaffen relativ kleine Primaten mit großen, an die nachtaktive Lebensweise angepassten Augen. Mit rund 0,7 Kilogramm Gewicht zählen sie zu den kleineren Vertretern ihrer Gattung. Ihr Fell ist am Rücken und an der Außenseite der Gliedmaßen graubraun gefärbt, der Bauch und die Innenseite der Gliedmaßen sind rötlich-braun. Der hintere Teil des langen Schwanzes ist dunkel gefärbt. Die braunen Augen sind von weißen Feldern umgeben, entlang des Kopfes ziehen sich drei dunkle Streifen, jeweils einer außerhalb eines jeden Auges und einer über die Stirn bis zur Nase. Von anderen Nachtaffen unterscheiden sie sich darin, dass die beiden äußeren Streifen hinten zusammentreffen und in der Chromosomenzahl.

## Verbreitung und Lebensraum

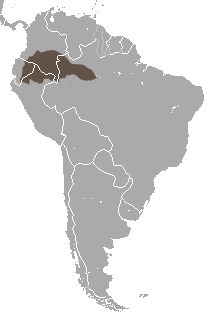
Das Verbreitungsgebiet des Spix-Nachtaffen

Spix-Nachtaffen leben im westlichen Amazonasbecken. Ihr Verbreitungsgebiet umfasst das nordwestliche Brasilien (nördlich des Amazonas und westlich des Rio Negro), das südöstliche Kolumbien, das östliche Ecuador und das nördliche Peru. Ihr Lebensraum sind Wälder, häufig tiefer gelegene Regenwälder in 200 bis 900 Meter Seehöhe, aber auch Gebirgswälder bis in 1500 Meter.

## Lebensweise
Wie alle Nachtaffen sind sie nachtaktiv und halten sich meist in den Bäumen auf. Dort bewegen sie sich auf allen vieren und springend fort. Zum Schlafen ziehen sie sich in Baumhöhlen oder Pflanzendickichte zurück. Sie leben in monogamen Familiengruppen von zwei bis fünf Tieren und bewohnen feste Reviere, die sie gegenüber Artgenossen verteidigen.
Die Hauptnahrung dieser Tiere besteht aus Früchten, daneben fressen sie auch Blätter und Insekten. Durch ihre nachtaktive Lebensweise vermeiden sie Konkurrenz zu tagaktiven, dominanteren Arten.

## Gefährdung
Spix-Nachtaffen haben ein großes, relativ dünn besiedeltes Verbreitungsgebiet. Größere Gefährdungen sind nicht bekannt, die IUCN listet sie als „nicht gefährdet“ (least concern).
Einziger aktueller und ehemaliger Halter der europäischen Zoogeschichte ist Kent. Dort gelang 2014 auch die europäische Erstzucht. 